# Glacier Vinciguerra
Pour les articles homonymes, voir Vinciguerra.
Le glacier Vinciguerra est un glacier situé en Terre de Feu proche de la ville d'Ushuaïa et du parc national Tierra del Fuego. Il se trouve dans la chaîne de montagnes appelée Cordón Vinciguerra.

## Toponymie
Il a été nommé en l'honneur de l'ichtyologue italien Decio Vinciguerra.

## Évolution
En 1970, le glacier avait une superficie de 1,15 km2 ; 38 ans plus tard, il s'est réduit à 0,63 km2.

## Protection environnementale
Le glacier est inscrit depuis 2009, conjointement avec ses tourbières avoisinantes, sur la liste des zones humides d'importance internationale de la convention de Ramsar. Le site agit comme zone tampon entre la ville d'Ushuaïa et le parc national. Il s'agit du site Ramsar situé le plus au sud du monde.